# Liste der Baudenkmale in Marl (Dümmer)
In der Liste der Baudenkmale in Marl sind alle Baudenkmale der niedersächsischen Gemeinde Marl aufgelistet. Die Quelle der Baudenkmale ist der Denkmalatlas Niedersachsen. Der Stand der Liste ist der 18. März 2021.

## Allgemein
In den Spalten befinden sich folgende Informationen:
- Lage: die Adresse des Baudenkmales und die geographischen Koordinaten. Kartenansicht, um Koordinaten zu setzen. In der Kartenansicht sind Baudenkmale ohne Koordinaten mit einem roten Marker dargestellt und können in der Karte gesetzt werden. Baudenkmale ohne Bild sind mit einem blauen Marker gekennzeichnet, Baudenkmale mit Bild mit einem grünen Marker.
- Bezeichnung: Bezeichnung des Baudenkmales
- Beschreibung: die Beschreibung des Baudenkmales. Unter § 3 Abs. 2 NDSchG werden Einzeldenkmale und unter § 3 Abs. 3 NDSchG Gruppen baulicher Anlagen und deren Bestandteile ausgewiesen.
- ID: die Objekt-ID des Baudenkmales
- Bild: ein Bild des Baudenkmales, ggf. zusätzlich mit einem Link zu weiteren Fotos des Baudenkmals im Medienarchiv Wikimedia Commons. Wenn man auf das Kamerasymbol klickt, können Fotos zu Baudenkmalen aus dieser Liste hochgeladen werden:

## Marl

### Gruppe: Hofanlage Südstraße
Die Gruppe „Hofanlage Südstraße“  besteht aus der 1908 angelegten Hofstelle. Die Gruppe hat die ID 34627804.

| Lage                                   | Bezeichnung  | Beschreibung                                                                 | ID       | Bild |
| -------------------------------------- | ------------ | ---------------------------------------------------------------------------- | -------- | ---- |
| Südstraße 1 52° 29′ 2″ N, 8° 21′ 51″ O | Wohnhaus     | Das 1908 errichtete Backsteingebäude steht unter einem Satteldach.           | 34437903 | BW   |
| Südstraße 1 52° 29′ 2″ N, 8° 21′ 51″ O | Scheune      | Die massive Backsteinscheune mit Längseinfahrt steht unter einem Satteldach. | 54146567 | BW   |
| Südstraße 1 52° 29′ 2″ N, 8° 21′ 51″ O | Nebengebäude | Das Backsteingebäude steht unter einem Satteldach.                           | 54146567 | BW   |

### Einzelbaudenkmale
| Lage                                            | Bezeichnung              | Beschreibung | ID       | Bild |
| ----------------------------------------------- | ------------------------ | --- | -------- | ---- |
| Botterstraße 27 52° 29′ 5″ N, 8° 21′ 53″ O      | Wohn-/Wirtschaftsgebäude | Das Fachwerkgebäude von 1748 steht unter einem reetgedeckten Krüppelwalmdach.                                                                | 34437784 | BW   |
| Botterstraße 27 52° 29′ 4″ N, 8° 21′ 53″ O      | Einfriedung              | Die Bruchsteinmauer von 1748 fasst das Grundstück entlang der Botterstraße ein.                                                              | 34438024 | BW   |
| Fladder 61 52° 29′ 14″ N, 8° 22′ 57″ O          | Wohn-/Wirtschaftsgebäude | Um 1850 wurde das Zweiständer-Hallenhaus unter einem reetgedeckten Krüppelwalmdach errichtet.                                                | 34437999 | BW   |
| Flöthdamm 2 52° 29′ 1″ N, 8° 23′ 57″ O          | Wohn-/Wirtschaftsgebäude | Das Zweiständer-Hallenhaus wurde um 1800 unter einem reetgedeckten Krüppelwalmdach (Steckwalm) errichtet.                                    | 34437759 | BW   |
| Hageweder Allee 52° 29′ 1″ N, 8° 24′ 2″ O       | Allee                    | Die Allee besteht aus einem Sandsteinpflaster, beidseitig gepflanzten, inzwischen sehr alten Ahornbäumen und ebenfalls beidseitigen Gräben.  | 34437687 | BW   |
| Hageweder Allee 111 52° 29′ 0″ N, 8° 23′ 54″ O  | Wohn-/Wirtschaftsgebäude | Das Zweiständer-Hallenhaus wurde 1801 unter einem Satteldach mit Steckwalm errichtet.                                                        | 34437709 | BW   |
| Hageweder Allee 128 52° 29′ 1″ N, 8° 24′ 5″ O   | Wohn-/Wirtschaftsgebäude | Das Zweiständer-Hallenhaus wurde um 1800 unter einem reetgedeckten Dach (mit Steckwalm) errichtet.                                           | 34437734 | BW   |
| Haßlinger Straße 52° 29′ 4″ N, 8° 21′ 56″ O     | Kriegerdenkmal           | Auf einem aufgemauerten Sockel steht ein Standsteinquader mit aufgesetztem Tatzenkreuz und erinnert an die Gefallenen der beiden Weltkriege. | 34437833 | BW   |
| Haßlinger Straße 129 52° 28′ 44″ N, 8° 21′ 9″ O | Wohn-/Wirtschaftsgebäude | 1751 wurde das Zweiständer-Hallenhaus errichtet.                                                                                             | 34437855 | BW   |
| Lange Horst 38 52° 28′ 24″ N, 8° 20′ 45″ O      | Wohn-/Wirtschaftsgebäude | 1822 wurde das Zweiständer-Hallenhaus unter einem reetgedeckten Krüppelwalmdach errichtet.                                                   | 34437808 | BW   |
| Schützenweg 3 52° 29′ 11″ N, 8° 22′ 2″ O        | Wohn-/Wirtschaftsgebäude | 1767 wurde das Zweiständer-Hallenhaus mit dreifach vorkragendem Wirtschaftsgiebel unter einem Satteldach errichtet.                          | 34437878 | BW   |
| Tüskenweg 22 52° 29′ 9″ N, 8° 21′ 48″ O         | Wohn-/Wirtschaftsgebäude | 1782 wurde das Fachwerkgebäude unter einem reetgedeckten Krüppelwalmdach errichtet.                                                          | 34437927 | BW   |
| Zum Thie 7 52° 29′ 6″ N, 8° 21′ 55″ O           | Wohn-/Wirtschaftsgebäude | Das Fachwerkgebäude steht unter einem reetgedeckten Krüppelwalmdach.                                                                         | 34437952 | BW   |

### Ehemaliges Baudenkmal
| Lage                                   | Bezeichnung              | Beschreibung | ID       | Bild |
| -------------------------------------- | ------------------------ | --- | -------- | ---- |
| Fladder 13 52° 29′ 14″ N, 8° 22′ 31″ O | Wohn-/Wirtschaftsgebäude | 1822 wurde das reetgedeckte Fachwerkgebäude errichtet. Wegen der Veränderungen wurde das Gebäude 1991 aus dem Denkmalverzeichnis gestrichen und dann wohl abgebrochen. | 34437972 | BW   |